# Grammy Awards 1996
La 38ª edizione dei Grammy Awards si è svolta il 28 febbraio 1996 presso lo Shrine Auditorium di Los Angeles.
Trionfatrice della serata è stata la cantautrice canadese Alanis Morissette, vincitrice di quattro premi.

## Vincitori e candidati

### Categorie principali

#### Registrazione dell'anno
- Kiss from a Rose - Seal; Trevor Horn (produttore)
- One Sweet Day - Mariah Carey e Boyz II Men; Mariah Carey & Walter Afanasieff (produttori)
- Gangsta's Paradise - Coolio; Doug Rasheed (produttore)
- One of Us - Joan Osborne; Rick Chertoff (produttore)
- Waterfalls - TLC; Patrick Brown, Rico Wade & Ray Murray (produttori)

#### Canzone dell'anno
- Kiss from a Rose, scritta e cantata da Seal
- One of Us, scritta da Eric Brazilian, cantata da Joan Osborne
- I Can Love You Like That, scritta da Maribeth Derry, Sam Diamond e Jennifer Kimball, cantata da John Michael Montgomery e gli All-4-One
- You Are Not Alone, scritta da R. Kelly, cantata da Michael Jackson
- You Oughta Know, scritta da Glen Ballard e Alanis Morissette, cantata da Alanis Morissette

#### Miglior artista esordiente
- Hootie & the Blowfish
- Brandy
- Alanis Morissette
- Shania Twain
- Joan Osborne

#### Album dell'anno
- Jagged Little Pill - Alanis Morissette
- Daydream - Mariah Carey
- HIStory: Past, Present and Future - Book I - Michael Jackson
- Relish - Joan Osborne
- Vitalogy - Pearl Jam

### Pop

#### Miglior album pop vocale
- Turbulent Indigo - Joni Mitchell
- Daydream - Mariah Carey
- Hell Freezes Over - Eagles
- Medusa - Annie Lennox
- Bedtime Stories - Madonna

#### Miglior canzone pop vocale femminile
- Annie Lennox - No More "I Love You's"
- Mariah Carey - Fantasy
- Dionne Farris - I Know
- Joan Osborne - One of Us
- Bonnie Raitt - You Got It
- Vanessa L. Williams - Colors of the Wind

#### Miglior canzone pop vocale maschile
- Seal - Kiss from a Rose
- Bryan Adams - Have You Ever Really Loved a Woman?
- Michael Jackson - You Are Not Alone
- Elton John - Believe
- Sting - When We Dance

#### Miglior canzone di un gruppo o di un duo pop vocale
- Hootie & the Blowfish - Let Her Cry
- All-4-One - I Can Love You Like That
- Eagles - Love Will Keep Us Alive
- The Rembrandts - I'll Be There For You
- TLC - Waterfalls

#### Miglior collaborazione pop vocale
- The Chieftains e Van Morrison - Have I Told You Lately
- Jon B. e Babyface – Someone to Love
- Anita Baker e James Ingram – When You Love Someone
- Mariah Carey e Boyz II Men – One Sweet Day
- Michael Jackson e Janet Jackson – Scream

### Rock

#### Miglior album rock
- Jagged Little Pill - Alanis Morissette
- Forever Blue - Chris Isaak
- Vitalogy - Pearl Jam
- Wildflowers - Tom Petty
- Mirror Ball - Neil Young

#### Miglior canzone rock
- You Oughta Know, scritta da Glen Ballard ed Alanis Morissette, cantata da Alanis Morissette
- Dignity, scritta da Bob Dylan, cantata da Bob Dylan
- Hurt, scritta da Trent Reznor, cantata da Nine Inch Nails
- Hold Me, Thrill Me, Kiss Me, Kill Me, scritta da Bono, cantata da U2
- Downtown, scritta da Neil Young, cantata da Neil Young

#### Miglior interpretazione vocale rock femminile
- Alanis Morissette - You Oughta Know
- Toni Childs – Lay Down Your Pain
- PJ Harvey – Down by the Water
- Joan Osborne – St. Teresa
- Liz Phair – Don't Have Time

#### Miglior interpretazione vocale rock maschile
- Tom Petty - You Don't Know How It Feels
- Bob Dylan – Knockin' on Heaven's Door
- Chris Isaak – Somebody's Crying
- Lenny Kravitz – Rock & Roll Is Dead
- Neil Young – Peace and Love

#### Miglior interpretazione rock di un duo o un gruppo
- Blues Traveler - Run-Around
- Eagles – Hotel California
- Dave Matthews Band – What Would You Say
- Page and Plant – Kashmir
- U2 – Hold Me, Thrill Me, Kiss Me, Kill Me

#### Miglior canzone metal
- Happiness in Slavery - Nine Inch Nails

#### Miglior interpretazione metal
- Nine Inch Nails - Happiness in Slavery (Live)
- Gwar – S.F.W.
- Megadeth – Paranoid
- Metallica – For Whom the Bell Tolls (live)
- White Zombie – More Human than Human

#### Miglior canzone hard rock
- Spin the Black Circle - Pearl Jam

#### Miglior interpretazione hard rock
- Pearl Jam - Spin the Black Circle
- Alice in Chains – Grind
- Primus – Wynona's Big Brown Beaver
- Red Hot Chili Peppers – Blood Sugar Sex Magik (live)
- Van Halen – The Seventh Seal

### Alternativa

#### Miglior interpretazione di musica alternativa
- Nirvana - MTV Unplugged in New York
- Björk – Post
- Foo Fighters – Foo Fighters
- PJ Harvey – To Bring You My Love
- The Presidents of the United States of America – The Presidents of the United States of America

### R&B

#### Miglior album R&B
- CrazySexyCool - TLC
- My Life - Mary J. Blige
- Brown Sugar - D'Angelo
- The Gold Experience - Prince
- The Icon Is Love - Barry White

#### Miglior canzone R&B
- For Your Love, scritta ed eseguita da Stevie Wonder
- Red Light Special, scritta da Babyface, eseguita da TLC
- You Can't Run, scritta da Babyface, eseguita da Vanessa L. Williams
- Brown Sugar, scritta ed eseguita da D'Angelo
- Creep, scritta da Dallas Austin, eseguita da TLC

### Country

#### Miglior album country
- The Woman in Me - Shania Twain

#### Miglior canzone country
- Go Rest High on That Mountain - Vince Gill

### New Age

#### Miglior album new age
- Forest - George Winston
- Dream Suite - Suzanne Ciani
- An Enchanted Evening - Kitarō
- Trust - Patrick O'Hearn
- Tyranny of Beauty - Tangerine Dream

### Rap

#### Miglior album rap
- Poverty's Paradise - Naughty by Nature
- Me Against the World - 2Pac
- E. 1999 Eternal - Bone Thugs-n-Harmony
- Return to the 36 Chambers: The Dirty Version - Ol' Dirty Bastard
- I Wish - Skee-Lo

#### Miglior interpretazione rap solista
- Coolio - Gangsta's Paradise
- The Notorious B.I.G. – Big Poppa
- 2Pac – Dear Mama
- Skee-Lo – I Wish
- Dr. Dre – Keep Their Heads Ringin'

### Reggae

#### Miglior album reggae
- Boombastic - Shaggy
- Rasta Business - Burning Spear
- Hi-Bop Ska! The 30th Anniversary Recording - The Skatalites
- Live It Up - Third World
- Free Like We Want 2 B - Ziggy Marley and the Melody Makers

### Produzione

#### Produttore dell'anno, non classico
- Babyface
- Glen Ballard
- Rick Chertoff
- Jimmy Jam & Terry Lewis
- Rick Rubin

### Videoclip

#### Miglior videoclip
- Scream - Janet Jackson e Michael Jackson; Mark Romanek (regista); Ceán Chaffin (produttore)
- It's Oh So Quiet - Björk
- What Would You Say - Dave Matthews Band
- Dis Is da Drum - Herbie Hancock
- Famine - Sinéad O'Connor

## Categorie speciali

### MusiCares Person of the Year
- Quincy Jones